# Carex humbertii
Carex humbertii là một loài thực vật có hoa trong họ Cói. Loài này được Cherm. mô tả khoa học đầu tiên năm 1926 publ. 1927.